# Tômbua
Tômbua (auch Tômbwa, Tombwa, Tómbua, Tombua oder Tomboa) ist eine Stadt und ein Landkreis in Angola. Bis 1975 hieß der Ort Porto Alexandre. Die Stadt liegt um die Bucht und dem gleichnamigen Hafen von Baia dos Tigres (port. für Tigerbucht) herum.

## Geschichte
Vor Ankunft der Portugiesen war die Gegend unbewohnt, nur zum gelegentlichen Fischfang kamen Menschen hier her. Als erster Portugiese am Ort gilt José Guerreiro de Mendonça aus Olhão, der 1860 hier her kam. Weitere Portugiesen von der Algarve waren 1861 die ersten Siedler hier, von Moçâmedes kommend, infolge einer im gleichen Jahr erfolgten Erkundung der Region im Auftrag des portugiesischen Königshauses. Seit 1865 gilt der Ort als fest besiedelt, anfangs unter dem Namen Enseada do Leão. Als ein Gründer gilt Manuel Baptista, der 1865 hier die erste Fischfangerlaubnis erhielt. Die Küste versprach nur Wüste, jedoch boten die reichen Fischgründe Anreiz zur Ansiedlung.
Unter Norton de Matos, von 1912 bis 1915 Gouverneur Angolas, wurden neue Häuser für Siedler errichtet. Alle staatlich errichteten Häuser durften frühestens 10 Jahre nach Übergaben verkauft werden. 1915 lebten so 60 portugiesische Siedler in Porto Alexandre. Nach einer ersten Initiative 1920 begann die junge Republik Portugal 1923 mit einer weiteren Besiedlung des Gebietes. Die nur zehn neuen Siedlerfamilien, hauptsächlich von der Insel Madeira, erhielten vor Ort neu errichtete und komplett eingerichtete Wohnhäuser. Der ergiebige Fischfang war auch britischen und französischen Schiffen aufgefallen, jedoch wurden sie von der Wüstenlandschaft um die kleine Ortschaft herum abgeschreckt. Die reiche Ausbeute der Fischer ermöglichte jedoch das weitere Wachstum des Ortes trotz der widrigen Umstände. In den folgenden Jahren entstanden Fabriken zur Verarbeitung von Fischöl und Fischmehl, das dank seiner hohen Qualität hauptsächlich in den Export ging. 1958/59 entwickelte der portugiesische Architekt Nuno Teotónio Pereira im Hafen der Bucht von Tômbua (Baía dos Tigres) eine Siedlung um die Hafenanlage herum. 1973 bestand sie aus 400 bewohnten Häusern. Im Zuge des deutlichen Wirtschaftswachstums in Angola seit den 1960er und insbesondere während der frühen 70er Jahre wuchs auch Porto Alexandre weiter. Die Stadt gehörte bald zu den bekannteren Orten Angolas. Dazu beigetragen hat auch der Fußballverein Independente Clube de Porto Alexandre, der von 1969 bis 1971 dreimal in Folge die angolanische Meisterschaft gewann.
Nach der Unabhängigkeit Angolas 1975 wurde der portugiesische Ortsname durch die heutige Bezeichnung ersetzt. Infolge des angolanischen Bürgerkriegs (1975–2002) erlebte der Ort deutliche Rückschritte. Seit dem Friedensschluss 2002 und den Wiederaufbauprogrammen der Regierung erlebt Tômbua eine wirtschaftliche und städtebauliche Erholung. Insbesondere von der wieder aufgenommenen Fischerei erhofft sich der Kreis wichtige Impulse zur weiteren Entwicklung. Auch auf landesweiter Ebene gilt die Fischerei von Tômbua als bedeutend, und noch vor Baía Farta als wichtigster Fischereihafen Angolas.

## Sehenswürdigkeiten
Tômbua ist eine kleine und ruhige Stadt, die selbst kaum Sehenswertes zeigt, jedoch außerhalb einige Sehenswürdigkeiten bietet, darunter die nur in der hiesigen Namibwüste vorkommende Welwitschie, eine ungewöhnlich auffällige Wüstenpflanze. In der 75 km entfernten Provinzhauptstadt Moçâmedes bieten Agenturen organisierte Ausflüge durch den Kreis Tômbua an.
Im Kreis Tômbua wurden an fünf Orten Felsmalereien gefunden. Zusammen mit den Höhlenmalereien von Citundo, Ulo und Caningiri stellen sie die bedeutendsten ihrer Art in Angola dar, ein Antrag zur Aufnahme in die UNESCO-Welterbeliste ist in Vorbereitung.
Als sehenswert gilt zudem die Oase und die umgebenden Felsformationen des Arco (port. für Bogen), etwas außerhalb der Ortschaft Tômbua. Dort finden sich auch Grotten und vorgeschichtliche Höhlenmalereien.

## Sport
Der 1928 von hiesigen Fischern gegründete Independente Sport Clube gewann ab 1969 drei Mal in Folge die Meisterschaft der portugiesischen Kolonie Angola. Nach der Unabhängigkeit 1975 gelang ihm 1994 die Finalteilnahme im Landespokal, der Taça de Angola. 1999 stieg er aus der höchsten angolanischen Spielklasse, dem Girabola ab. Er trägt seine Heimspiele im 3.000 Zuschauer fassenden Campo do Independente aus, nach dem Sportkomplex des Vereins auch Electro Clube.

## Verwaltung
Tômbua ist Sitz eines gleichnamigen Kreises (Município) in der Provinz Namibe. Der Kreis hat etwa 200.000 Einwohner (Schätzung 2014). Die Volkszählung 2014 soll fortan gesicherte Bevölkerungsdaten liefern.
Der Kreis Tômbua setzt sich aus zwei Gemeinden (Comunas) zusammen:
- Iona
- Tômbua

## Umwelt

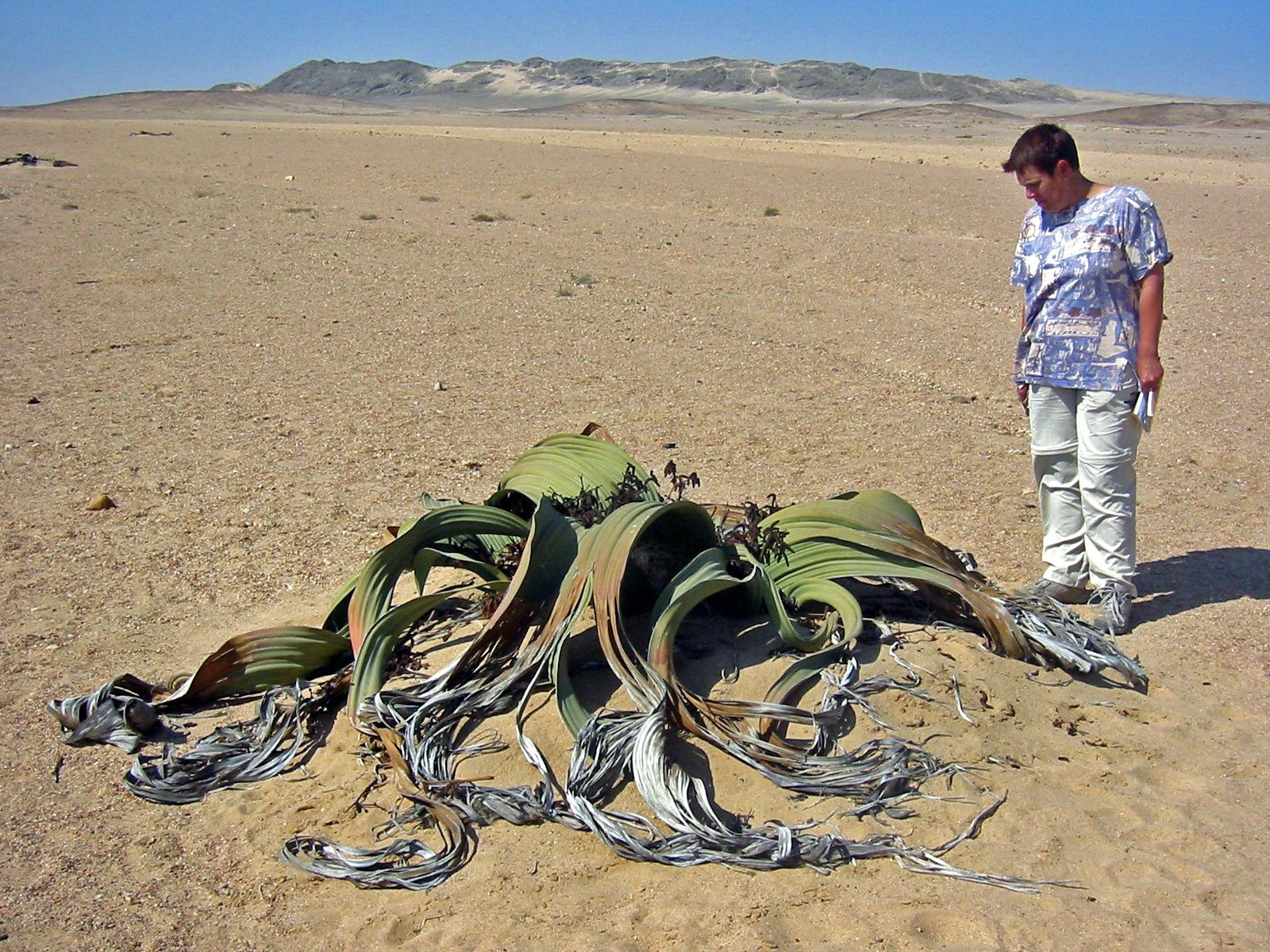
Eine Welwitschia mirabilis in der Namibwüste

Ein schweres Problem im Kreis Tômbua stellt das Vorrücken der Wüste Namib dar, das die Landwirtschaft bedroht und durch Versandung und in der Folge Verwüstung etwa von Friedhöfen eine schwere Beeinträchtigung des gesellschaftlichen Lebens im Kreis darstellt. Seit dem Ende des Bürgerkriegs 2002 wurden u. a. mit Bepflanzung Anstrengungen unternommen, dem Vordringen der Wüste Einhalt zu gebieten.
Im Dezember 2013 gab die Regierung ein neues Programm bekannt, mit dem die vorrückende Wüste im Kreis Tômbua zurückgedrängt werden soll. Mit Hilfe von israelischen Spezialisten werden im Rahmen des 900 Mio. Kwanzas (etwa 6,5 Mio. Euro) teuren Projektes Brunnen gebohrt, neue Äcker mit 6 km langen Bewässerungsanlagen errichtet, und eine Vielzahl landwirtschaftlicher Geräte angeschafft, um eine nachhaltige Bewirtschaftung zu ermöglichen. Mit der Erfassung und Quantifizierung der Böden und Unterböden hat das Projekt 2014 begonnen.

## Wirtschaft
Dank der reichen Fischgründe vor seiner Küste ist Tômbua traditionell ein bedeutender Fischerort. Nachdem die Fischerei hier im Verlauf des angolanischen Bürgerkriegs (1975–2002) weitgehend zum Erliegen kam, fördert die Regierung seit einiger Zeit Fischerei und Fischverarbeitung im Kreis. So werden sowohl Boote an junge Fischer ausgegeben, die sich teils in Fischerkooperativen zusammenschließen und Weiterbildungsangebote erhalten, als auch Investitionen in die Kühlkette und den Gewerbepark des Kreises gefördert.
Der wirtschaftliche Aufschwung im Kreis macht sich inzwischen auch in gestiegenen Steuereinnahmen bemerkbar.